# Hohmann (cráter)

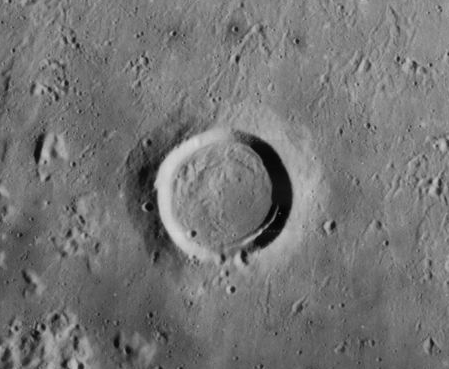
Fotografía de la misión Lunar Orbiter 4 (1967)

Hohmann es un cráter de impacto que se encuentra dentro de la cuenca central de la formación del Mare Orientale, en la cara oculta de la Luna. Se localiza al sur del cráter Maunder, y al oeste del cráter Kopff. Debido a su proximidad a la extremidad lunar occidental, esta área de la superficie es de vez en cuando visible durante fases de libración favorables. Sin embargo, la cuenca se divisa lateralmente, restringiendo la cantidad de detalles que se pueden observar desde la Tierra.
|  |

El borde de este cráter es circular y solo ligeramente desgastado, con un par de pequeños impactos que se superponen al borde sur. Una rampa exterior se inclina  hasta alcanzar la superficie circundante, con la pared interior más pendiente hacia el suelo del cráter, y un talud aterrazado en la pared interior sureste. Porciones de los alrededores muestran evidencias de depósitos de los materiales eyectados de Maunder (observables en una serie de impactos secundarios). Parte de estas eyecciones pueden haber sido depositadas en el interior de Hohmann.

## Cráteres satélite
Por convención estos elementos se identifican en los mapas lunares colocando la letra en el lado del punto medio del cráter que está más cercano a Hohmann.
|         | \| Hohmann \| Coordenadas \| Diámetro \| \| ------- \| ------------------------------ \| -------- \| \| Q \| 21°48′S 98°06′O / -21.8, -98.1 \| 15 km \| |          |
| Hohmann | Coordenadas | Diámetro |
| Q       | 21°48′S 98°06′O / -21.8, -98.1 | 15 km    |

Los siguientes cráteres han sido renombrados por la UAI:
- Hohmann T- Véase Il'in.